# أبو بكر القفال الشاشي
أبو بكر محمد بن علي بن إسماعيل الشاشي المعروف بـ «القفال الكبير» (291 هـ - 365 هـ) (904 - 976 م)، أحد أعلام مذهب الإمام الشافعي، فقيه ومفسر وراوي حديث، ومن أشهر أئمة المسلمين عبر التاريخ. ويلقب بـ«القفال الكبير» تمييزاً له عن الإمام «القفال الصغير» أبو بكر عبد الله بن أحمد المروزي (من مدينة مرو العريقة الواقعة في تركمنستان في هذا العصر) الذي عاش بعد المائة الرابعة، وهو أيضاً كان شيخ الشافعية في بلده.
قام بالعديد من الرحلات لطلب العلم وإدراك أحاديث النبي صلى الله عليه وسلم بأعلى الأسانيد الممكنة من أفواه الأئمة المحدثين حملة الآثار السُّنية والبركات النبوية فكثيرة جداً، ومنها إلى خراسان ثم العراق ثم الحجاز بلاد الحرمين ثم الشام وغيرها من البلاد الإسلامية الشاسعة.

## نشأته
وُلد الإمام أبو بكر القفال الشاشي في عام 291 للهجرة (الموافق لعام: 904 للميلاد) بمدينة «الشاش» تلك البلدة المشهورة ببلاد ما وراء النهر عبر العصور الإسلامية بهذا الاسم، واسمها في العصر الحديث "طشقند"، وهي اليوم عاصمة جمهورية أوزبكستان

## شيوخه
من شيوخه العظماء إمام الأئمة أبو بكر ابن خزيمة، وكذلك: إمام المفسرين محمد بن جرير الطبري، وكذلك الإمام الحافظ أبي القاسم البغوي، وغيرهم.

## تلاميذه
- ومن أشهر تلاميذ الإمام «القفال الكبير»: الإمام الجليل أبو عبد الله الحاكم –صاحب المستدرك على الصحيحين-
- والإمام الجليل أبو عبد الله ابن منده –صاحب كتاب التوحيد وكتاب الإيمان-
- والإمام أبو عبد الله السلمي وغيرهم كثير.

## قالوا عنه
«ولا يعرف الفضل لأهل الفضل إلا أهله». فقال عنه الإمام المحدث أبو عبد الله الحاكم –صاحب المستدرك-:
«كان أعلم أهل ما وراء النهر - يعني في عصره - بالأصول وأكثرهم رحلة في طلب الحديث».
وقال الإمام أبو إسحق الشيرازي: «كان إماماً وله مصنفات كثيرة ليس لأحد مثلها وهو أول من صنف الجدل الحسن من الفقهاء وله كتاب حسن في أصول الفقه وله شرح الرسالة، وعنه انتشر فقه الشافعي في ما وراء النهر».
وقال الإمام ابن الصلاح: «وقال ابن الصلاح القفال الكبير علم من أعلام المذهب رفيع ومجمع علوم هو بها عليم ولها جموع».
وقال الإمام النووي: «قال النووي في تهذيبه: إذا ذكر القفال الشاشي فالمراد هذا وإذا ورد القفال المروزي فهو الصغير ثم إن الشاشي يتكرر ذكره في التفسير والحديث والأصول والكلام والمروزي يتكرر ذكره في الفقهيات».
وقال عنه الإمام الذهبي: «الإمام العلامة، الفقيه الأصولي اللغوي، عالم خراسان، إمام وقته، بما وراء النهر، وصاحب التصانيف»
وقال عنه السبكي: «الإمام الجليل أحد أئمة الدهر ذو الباع الواسع في العلوم واليد الباسطة والجلالة التامة والعظمة الوافرة، كان إماما في التفسير إماما في الحديث إماما في الكلام إماما في الأصول إماما في الفروع إماما في الزهد والورع إماما في اللغة والشعر ذاكرا للعلوم محققا لما يورده حسن التصرف فيما عنده فردا من أفراد الزمان، قال فيه أبو عاصم العبادى هو أفصح الأصحاب قلماً وأثبتهم في دقائق العلوم قدما وأسرعهم بيانا وأثبتهم جنانا وأعلاهم إسنادا وأرفعهم عمادا، وقال الحليمى كان شيخنا القفال أعلم من لقيته من علماء عصره، وقال في كتابه» شعب الإيمان «في الشعبة السادسة والعشرين في الجهاد: إمامنا الذي هو أعلى من لقينا من علماء عصرنا صاحب الأصول والجدل وحافظ الفروع والعلل وناصر الدين بالسيف والقلم والموفى بالفضل في العلم على كل علم أبو بكر محمد بن على الشاشى».
ما قيل عن عقيدته: قال الإمام الذهبي في السير (16/ 285): «قال أبو الحسن الصفار: سمعت أبا سهل الصعلوكي، وسئل عن تفسير أبي بكر القفال، فقال: قدسه من وجه، ودنسه من وجه، أي: دنسه من جهة نصره للاعتزال.قلت: قد مر موته، والكمال عزيز، وإنما يمدح العالم بكثرة ماله من الفضائل، فلا تدفن المحاسن لورطة، ولعله رجع عنها، وقد يغفر له باستفراغه الوسع في طلب الحق ولا قوة إلا بالله»

## مؤلفاته
1. تفسير كبير للقرآن الكريم. (شرح الشاشي)
2. شرح كتاب الرسالة (للإمام الشافعي)
3. دلائل النبوة
4. محاسن الشريعة
5. أدب القضاء

## قصائده
كان الإمام أبو بكر القفال الكبير من أعظم الشعراء المجاهدين، أنشد في الذب عن دين الإسلام القصائد الطوال، ومن ذلك ما أورده السبكي عن الإمام الحليمي عن عبد الملك بن محمد الشاعر أنه كان فيمن غزا الروم، من أهل خراسان وما وراء النهر عام النفير وفيهم يومئذ أبو بكر محمد بن على ابن إسماعيل القفال إمام المسلمين فوردت من نقفور عظيم الروم على المسلمين قصيدة ساءتهم وشقت عليهم لما كان نقفور أجرى إليهم فيها من التثريب والتعيير وضروب الوعيد والتهديد وكان في ذلك الجمع غير واحد من الأدباء والفصحاء والشعراء من كور خراسان وبلاد الشام ومدائن العراق فلم يكمل لجوابها من بينهم إلا الشيخ أبو بكر القفال وأخبر عبد الملك هذا أنه أسر بعد وصول جواب الشيخ إليهم فلما بلغ قسطنطينية اجتمع أحبارهم عليه يسألونه عن الشيخ من هو ومن أي بلد هو ويتعجبون من قصيدته ويقولون: «ما علمنا أن في الإسلام رجلا مثله». وقصيدة الإمام التي رد فيها على جنرال الروم نقفور بقصيدة مطولة، يرجع إليها في مظانّها.
ومن قصائده التي تدل على مدى كرمه وتواضعه للناس وعدم تكلفه بالبحث عما ليس عنده ما أنشده قائلاً:

## وفاته
توفي الإمام أبو بكر القفال الشاشي في شهر ذي الحجة من عام 365 هـ (الموافق: 976م) -وقيل في 366 هـ - بموطنه مدينة الشاش، وعلى قبره قبة كبيرة وحائط يحميه.